# Arrestatiebevel
Een arrestatiebevel of aanhoudingsbevel is een bevel om een verdachte of een veroordeelde aan te houden die zijn straf nog moet uitzitten. In België wordt soms ook de term aanhoudingsmandaat gebruikt, een gallicisme of leenvertaling uit het Franse mandat d'arrêt. In Nederland vaardigt de officier van justitie een arrestatiebevel uit.

## Internationaal arrestatiebevel
Arrestatiebevelen kunnen ook in internationaal verband worden uitgevaardigd. De landen hebben dan soms onderling een uitleveringsverdrag. Nederland levert alleen verdachten uit als er zo een verdrag is met de verzoekende staat.
Lidstaten binnen de Europese Unie kunnen ook een Europees aanhoudings- of arrestatiebevel uitvaardigen. Doel is een vergemakkelijking van de overlevering van verdachten en veroordeelden binnen de Europese Unie.
Ook het Internationaal Strafhof in Den Haag kan een internationaal arrestatiebevel uitvaardigen. Deze is dan in principe geldig voor alle landen die toegetreden zijn tot het Internationaal Strafhof.
Lidstaten van Interpol kunnen een Red Notice aanvragen. Hiermee wordt aan alle andere lidstaten (bijna alle landen van de wereld) gevraagd om de arrestatie en mogelijke uitlevering van een gezochte verdachte. Het is echter geen internationaal arrestatiebevel.